# Punkt-Band-Klasse

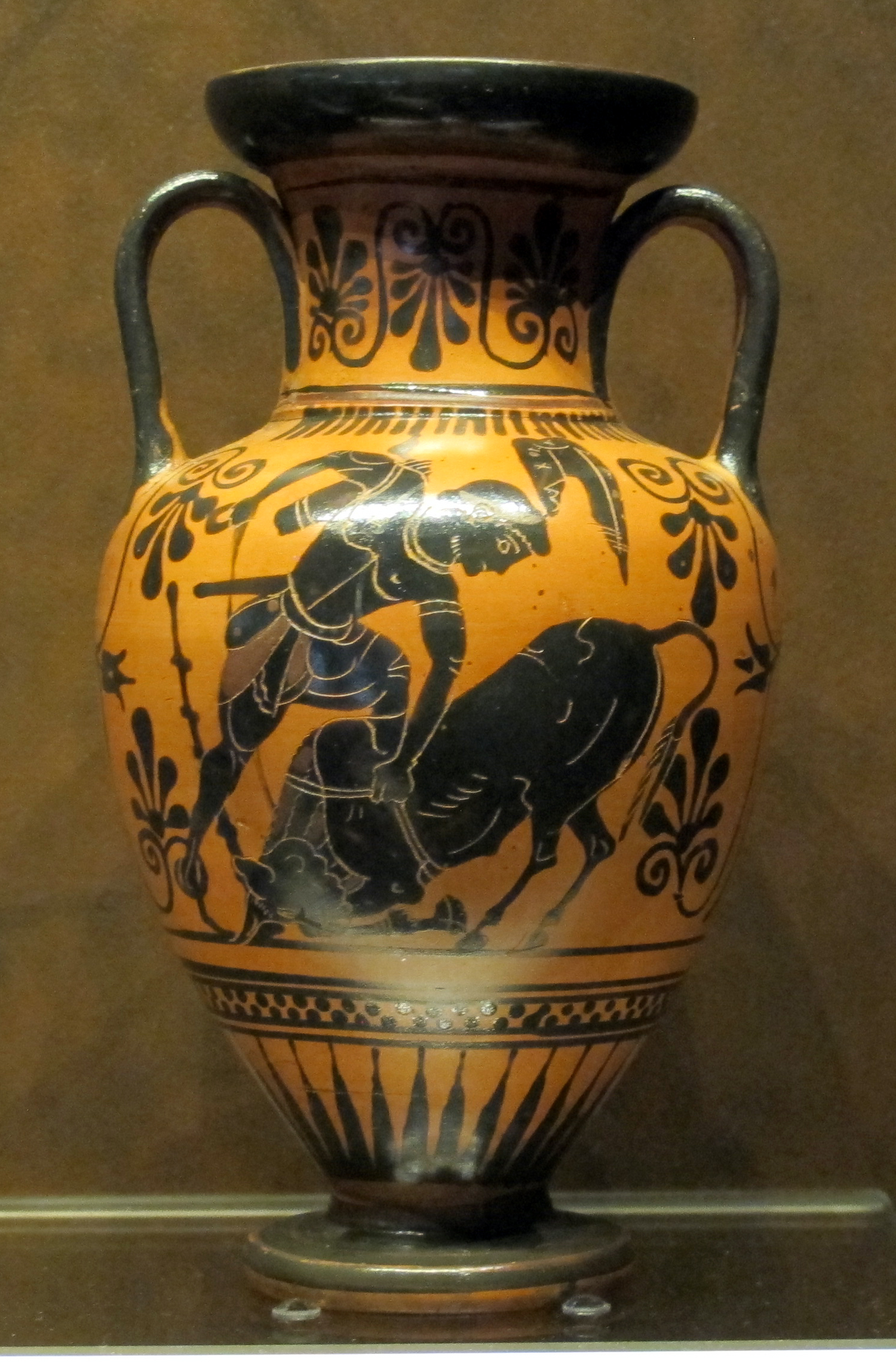
Halsamphora der Punkt-Band-Klasse, bemalt vom Edinburgh-Maler: Herakles mit dem Stier

Als Punkt-Band-Klasse (englisch: Dot-Band Class, danach auch deutsch Dot-band-Klasse) wird eine Klasse attisch-schwarzfiguriger kleiner Halsamphoren bezeichnet, die im ersten Viertel des 5. Jahrhunderts v. Chr. gefertigt wurden. Die Klasse erhielt ihren Namen von John D. Beazley. Bei ihr handelt es sich um eine durch die Form und die Dekorationselemente definierte Klasse, nicht um eine stilistische Gruppe.
Die Amphoren zeichnen sich durch charakteristische Dekorationselemente aus, ein Punktband unterhalb der Bilder und je drei Palmetten auf jeder Seite des Halses. Bemalt wurden die Amphoren der Klasse von sehr unterschiedlichen Malern, so dem Edinburgh-Maler (8), dem Michigan-Maler (2), Malern der Leagros-Gruppe (2) und einigen von Beazley nicht namentlich benannten Malern (18); hinzu kommt eine Gruppe, die Beazley ursprünglich als Gruppe von Brüssel R 312 (Group of Brussels R 312) benannte, später jedoch dem Michigan-Maler zuschrieb (4). Ferner rechnete Beazley die Vasen der Bompas-Gruppe (Bompas Group) zur Punkt-Band-Klasse.